# 3dfx
3dfx var ett företag som främst arbetade med grafikprocessorer. Efter att ha varit ett av de ledande företagen inom området på 1990-talet blev de uppköpta av Nvidia som la ner det.
3dfx hade flera olika modeller av grafikkort ute på marknaden, bland annat under namnet Voodoo.
- Voodoo Graphics  Diamond Monster 3D från slutet av 1990-talet använde Voodoo Graphics
- Voodoo 2
- Voodoo 3
- Voodoo 4
- Voodoo 5

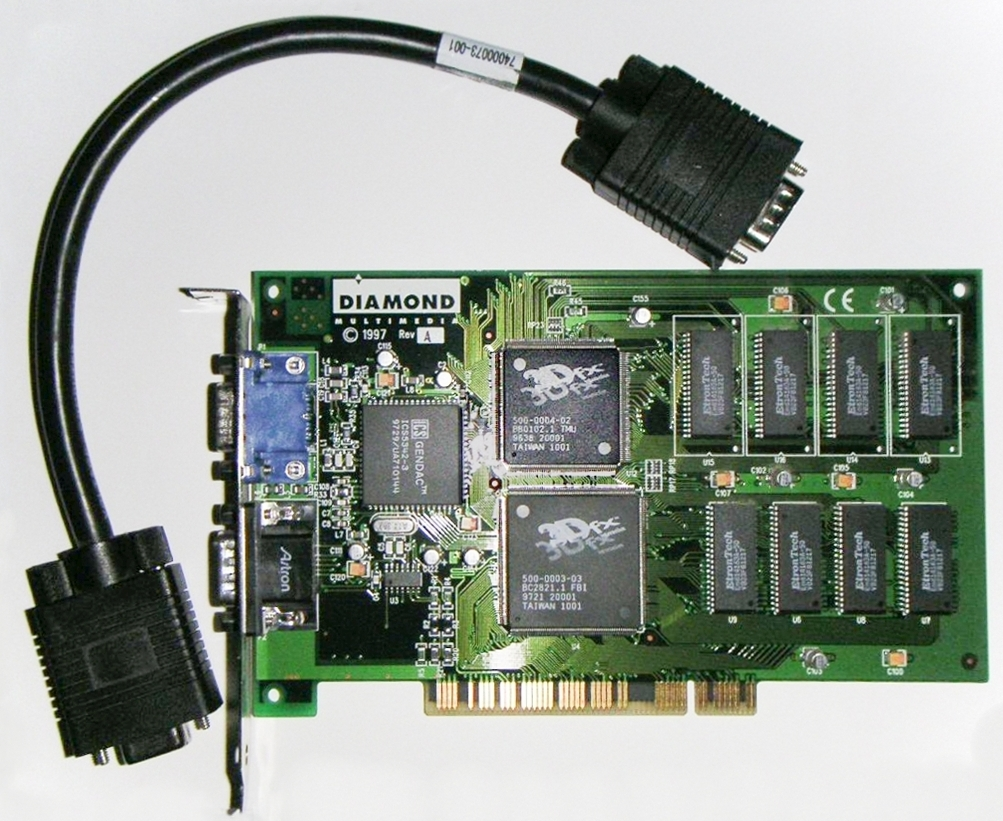
Diamond Monster 3D från slutet av 1990-talet använde Voodoo Graphics

Voodoo 2-korten kunde man koppla ihop i så kallad SLI (Scan Line Interleave). Då kunde två kort köras parallellt. Voodoo 5 hade två eller fyra grafikprocessorer monterade på kortet.